# ملروز پارک (ایلینوی)
ملروز پارک (به انگلیسی: Melrose Park) یک روستا در ایالات متحده آمریکا است که در شهرستان کوک (ایلینوی) واقع شده‌است. ملروز پارک ۱۰٫۹۸ کیلومتر مربع مساحت و ۲۵٬۴۱۱ نفر جمعیت دارد و ۱۹۲٫۰۳ متر بالاتر از سطح دریا واقع شده‌است.